# Thomas Hvenfelt
Thomas Daniel Hvenfelt, född Andersson den 21 november 1970 i Nol, Älvsborgs län, är en svensk före detta fotbollsspelare med en karriär i IFK Göteborg och Gais.

## Biografi

### IFK Göteborg
Hvenfelt, då ännu Andersson, tillhörde IFK Göteborgs ungdomsverksamhet och debuterade i A-laget 1989, då han spelade en vänskapsmatch. Hans debut i allsvenskan kom 1990. Han fick därefter sporadiskt med speltid i allsvenskan med IFK, men spelade desto fler matcher i Mästerskapsserien 1991 och 1992, och fick flera gånger chansen i Champions League.

### Gais
Inför säsongen 1996 gick Andersson till lokalrivalen Gais, som då låg i Division I Södra. Gais åkte 1996 ur division I, men Andersson stannade kvar och var 1998 med och spelade upp klubben i division I igen. År 1999 var han, nu under namnet Hvenfelt, som mittback Gais stora strateg när klubben efter bara en säsong i division I återvände till allsvenskan. Flera matcher avgjordes efter frisparksinlägg av Hvenfelt, där bland andra Magnus Gustafsson fanns beredda att nicka in bollen. Hvenfelt tilldelades Hedersmakrillen 1999. Efter en mycket svag allsvensk säsong 2000 åkte Gais ur serien, och Hvenfelt lämnade klubben för Ytterby IS, där han efter några säsonger sedan blev tränare.

## Spelstil
Hvenfelt bildade i Gais mittbackspar med Olof Magnusson och var en av föreningens tuffaste backar i modern tid. Han hade smeknamnet "Terror", och det hävdas att ingen vågade ta bollen från honom på träning av rädsla för att råka ut för repressalier.

## Familj
Hvenfelts dotter, Sofia Hvenfelt, är en framgångsrik handbollsspelare.